# Marguerite Aucouturier

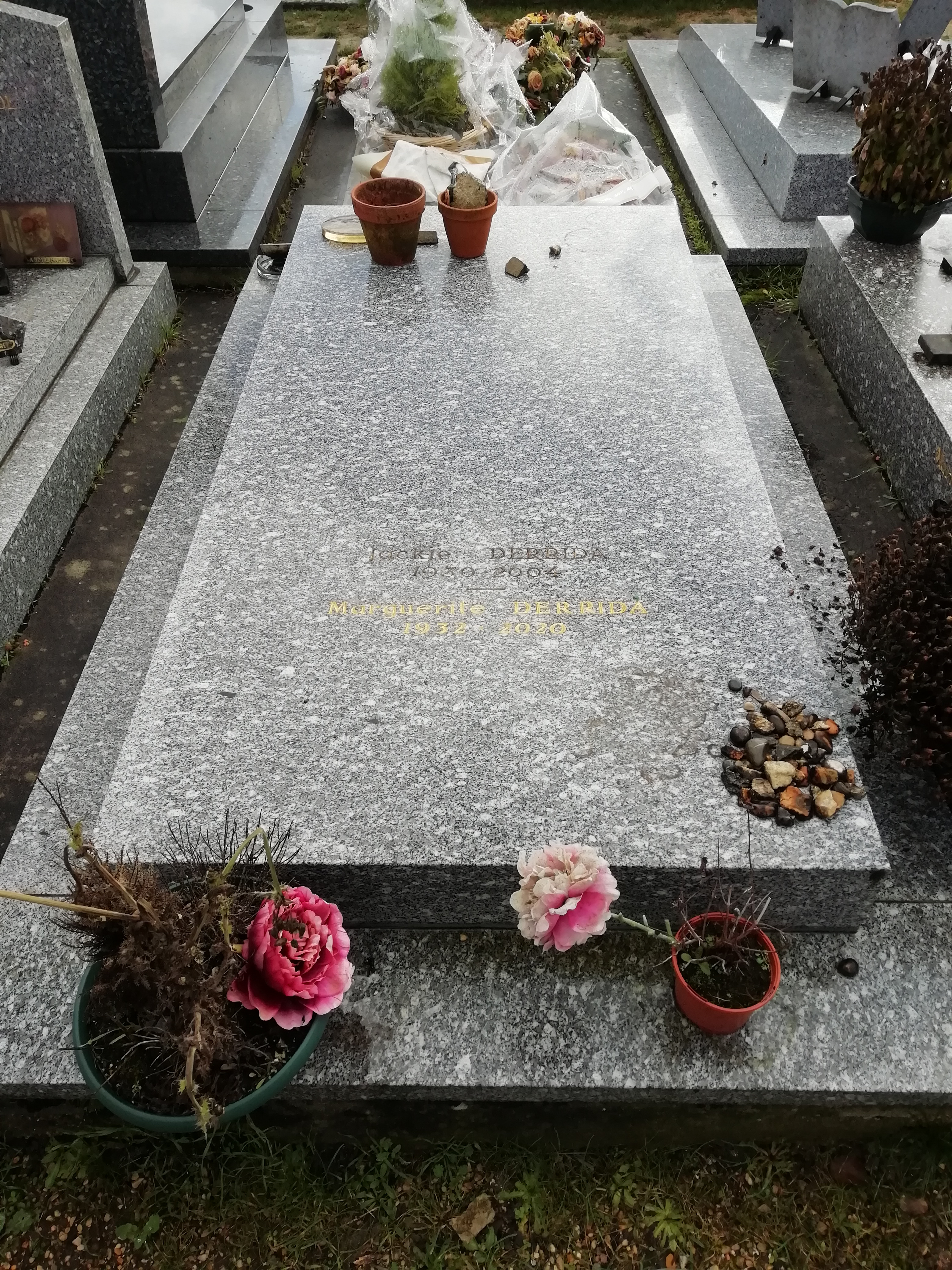
Tumba de Jacques y Marguerite Derrida en el cementerio de Ris-Orangis.

Marguerite Derrida (nacida Aucouturier en Praga, 7 de julio de 1932-París, 21 de marzo de 2020) fue una psicoanalista francesa de origen checo. Tradujo muchas obras psicoanalíticas al francés.

## Biografía
Derrida se formó como psicóloga en la Sociedad Psicoanalítica de París y tradujo muchas obras de Melanie Klein. Se formó en antropología con André Leroi-Gourhan en la década de 1960.

### Vida personal
Hija de Gustave Aucouturier, Marguerite se casó con Jacques Derrida el 9 de junio de 1957 en Cambridge, Massachusetts. Uno de sus hijos es el escritor Pierre Alféri. Ella apareció en dos documentales donde habla sobre la vida con su esposo en Ris-Orangis.
Marguerite murió a los ochenta y siete años en la casa de retiro Fundación Rothschild (París), el 21 de marzo, tras contraer la enfermedad del Covid-19, causada por el virus del SARS-CoV-2.

## Traducciones
- Melanie Klein: 
  - Essais de psychanalyse. 1921-1945, Payot, 1984.
  - Deuil et dépression, Payot et Rivages, 2004
  - Psychanalyse d'enfants, Payot et Rivages, 2005
  - Le complexe d'Œdipe, Payot et Rivages, 2006
  - Sur l'enfant, Payot et Rivages, 2012
- Iouri Ianovski, Les Cavaliers, París, Éditions Gallimard, trans. en colaboración con P. Zankiévitch y Elyane Jacquet, revisado y presentado por Louis Aragon, 1957
- Roman Jakobson, La génération qui a gaspillé ses poètes, París, Allia, 2001.
- Maxim Gorki, Vie de Klim Samguine, 1961
- Vladimir Propp, Morphologie du conte